# Кайыржан, Динмухамед Нурмуханбетулы
Динмухамед Нурмуханбетұлы Кайыржан (род. 27 июня 2003, Астана) — казахстанский хоккеист, нападающий. Игрок системы клуба КХЛ «Барыс».

## Карьера
Воспитанник детско-юношеской спортивной школы "Барыс", где начинал свои выступления на уровне Первенства России среди юношей 2003 года рождения по региону Сибирь-Дальний Восток. Двухкратный Чемпион Республики Казахстан по хоккею среди команд 2003 г.р. в составе "Барыс-2003". В 2020 году подписал свой первый профессиональный контракт с ХК «Барыс» и начал выступление за молодёжную команду «Снежные Барсы» на уровне Открытого Чемпионата Республики Казахстан "Pro Hokei Ligasy".
Сезон 2021/2022 Динмухамед начал с выступления за фарм-клуб "Номад" в Чемпионате Казахстана, после чего стал привлекаться к тренировкам с первой командой «Барыс» и 6 октября 2021 года дебютировал в КХЛ под 13-м номером в домашнем матче против омского «Авангарда», проведя на площадке две смены. 28 октября в гостевом матче против владивостокского «Адмирала» забросил свою первую шайбу в Континентальной Хоккейной Лиге, тем самым став самым молодым автором гола "Барыса" в лиге, в возрасте 18 лет и 123 дней.
В сезоне 2022/2023 дважды защищал честь страны на международных первенствах в Норвегии и Латвии. Капитан молодёжной сборной Казахстана по хоккею до 20 лет, ставшей серебряным призёром Молодёжного Чемпионата Мира U20 I дивизиона в группе "А", проходившего с 11 по 17 декабря 2022 года в городе Аскер, Норвегия. Самый молодой игрок в составе национальной сборной Казахстана по хоккею на Чемпионате Мира по хоккею с шайбой 2023 элитного дивизиона в группе "В" в Риге, Латвия.
В составе аффилированного клуба "Номад" играет на уровне Открытого Чемпионата Казахстана.